# Нікорцмінда
Нікорцмінда (груз. ნიკორწმინდის ტაძარი) — собор Грузинської православної церкви, розташований в грузинській історичній області Рача. Знаходиться за 14 км на північний захід від міста Амбролаурі. Всередині собору розписи, датовані XVI–XVII століттями. На фасадах церкви багатюща різьба по каменю.

## Історія
Споруджений у 1010—1014 роках, під час царювання Баграта III, відремонтований у 1534 році царем Багратом III з Імеретії. Триповерхова дзвіниця поруч з собором була побудована в другій половині XIX століття.

## Архітектура
Собор в Нікорцмінда являє собою в плані хрестово-купольний. Купол лежить на барабані, який має 12 вікон з аркатурним поясом та декор ативним архітравом. 
Барабан знаходиться на шести вітрилах. До підкупольного простору примикають п'ять апсид, а масивний купол лежить на напівколонах. Притвори з півдня і заходу прибудовано пізніше, але теж в XI ст. Інтер'єр прикрашений фресками XVII століття і багатим орнаментом.
Зовнішний обрис плану — хрестоподібний. Камені, з яких викладених фасади гладко відтісані.

## Декор
Зовнішніми прикрасами стін є аркатурний пояс, різноманітні різьблені орнаменти і багатофігурні барельєфні композиції — Преображення Господнього, Судного дня, Воздвиження Хреста Господнього, фігур святих, фантастичних тварин — утворюючи продуману образотворчу програму.
Декор собору в Нікорцмінді — один із найкрасивіших серед грузинських церков. Тут можна побачити поєднання декількох різних художніх стилів, що говорить про свободу вибору мотиву і манери виконання.
Собор Нікорцмінда представлений на включення до списку Всесвітньої спадщини ЮНЕСКО.

## Світлини

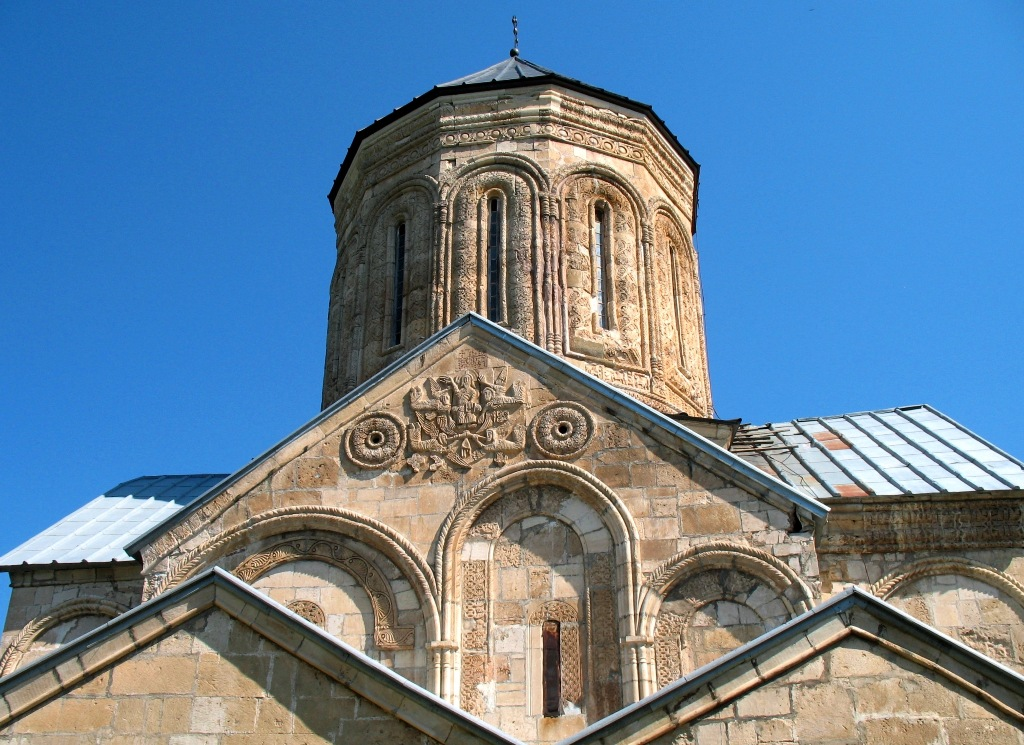
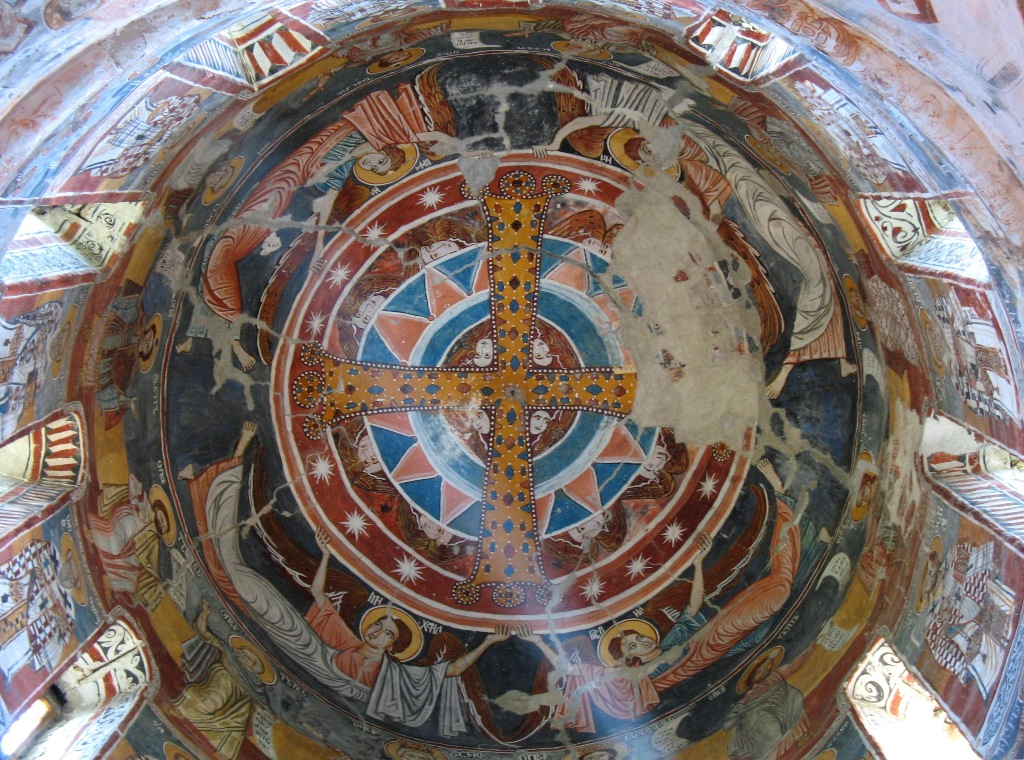
Розпис купола і барабана, Собор в Нікорцмінді XVI—XVII ст.
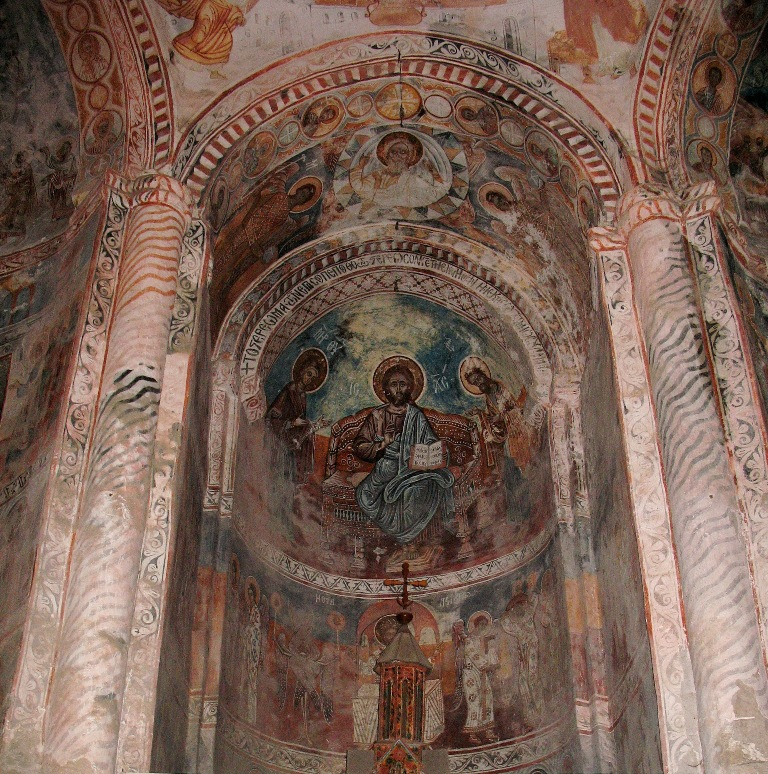
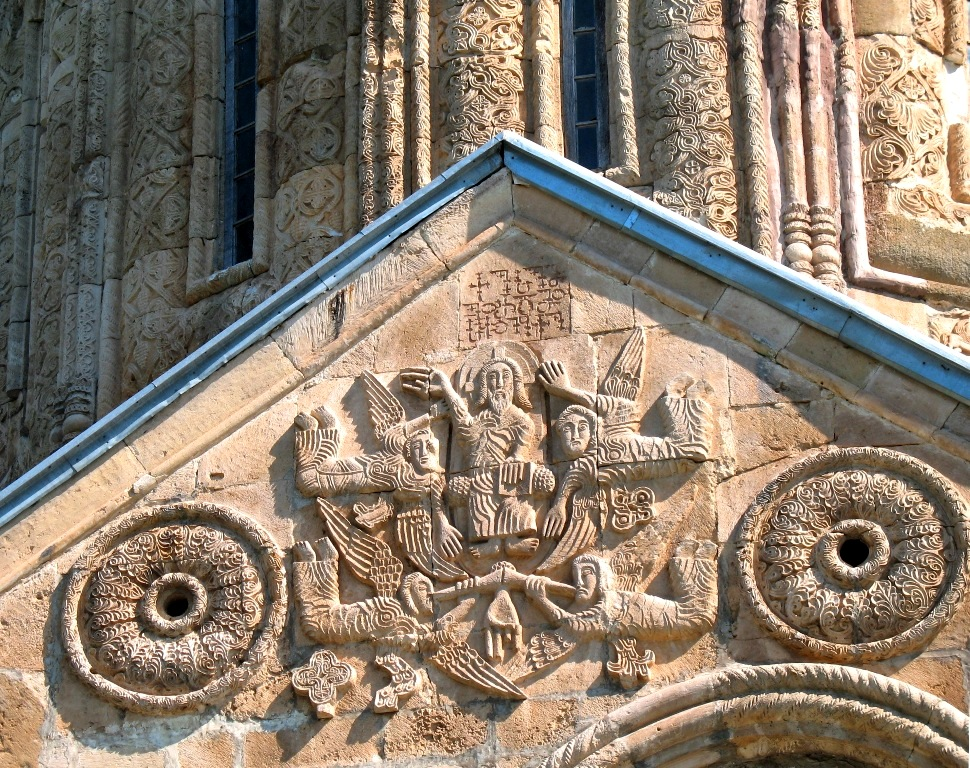
Вознесіння Господнє, Собор в Нікорцмінда, зовнішній рельєф
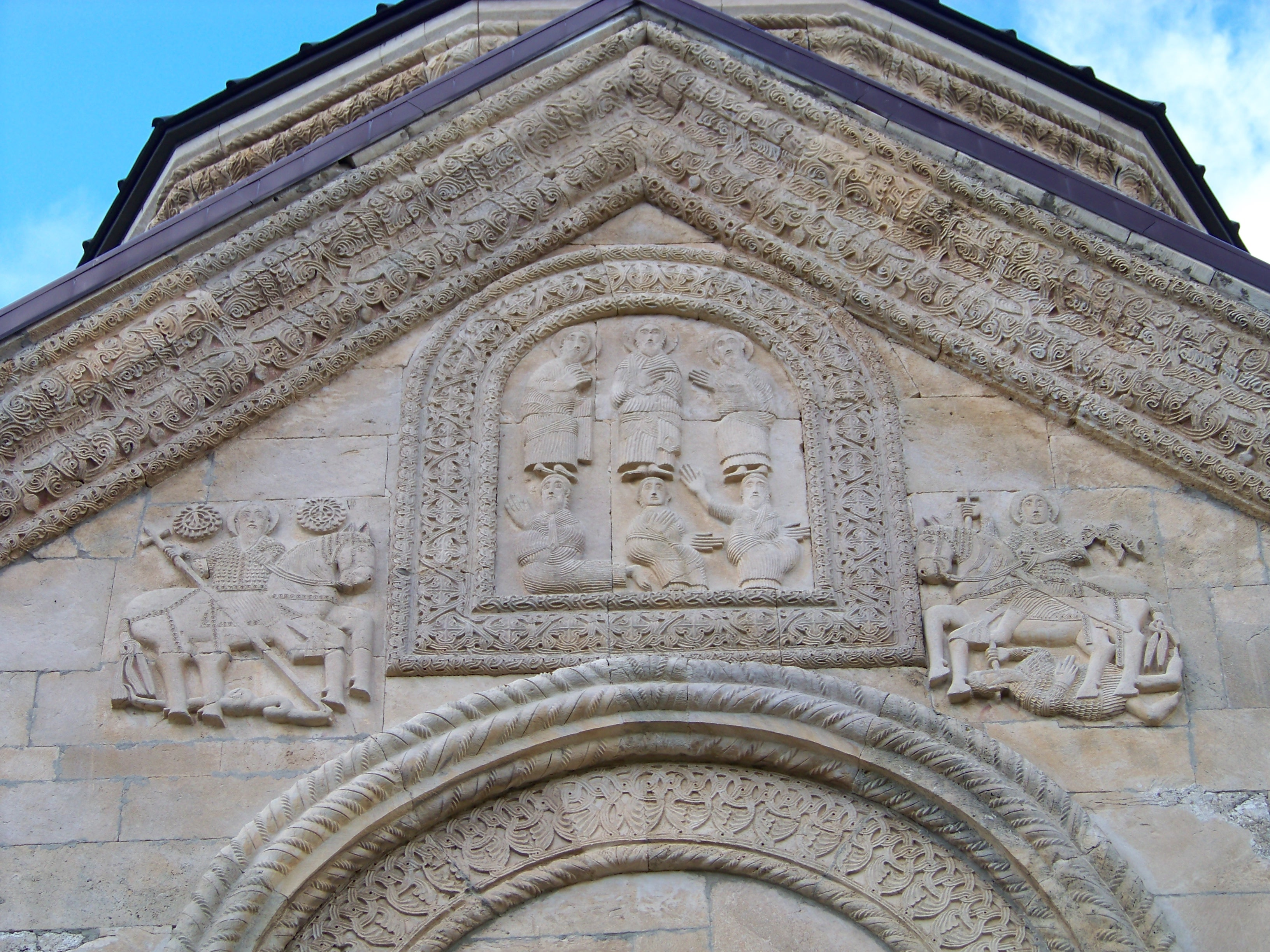